# Yoshihiro Itō
Yoshihiro Itō (jap. 伊藤嘉浩 Itō Yoshihiro; ur. 5 czerwca 1977 w Osace) – japoński kierowca wyścigowy.

## Kariera
Itō rozpoczął karierę w międzynarodowych wyścigach samochodowych w 2007 roku od startów w Japońskiej Formule 4 Masters, gdzie został sklasyfikowany na szóstej pozycji. W późniejszych latach Japończyk pojawiał się także w stawce Super GT oraz World Touring Car Championship.
W World Touring Car Championship Japończyk wystartował podczas japońskiej rundy sezonu 2010 z niemiecką ekipą Engstler Motorsport. W pierwszym wyścigu uplasował się na dziewiętnastej pozycji, a w drugim nie dojechał do mety.